# HD 219263
HD 219263，又名CD-4115197，SAO 231512、HR 8835，是一颗恒星，视星等为5.77，位于銀經351.53，銀緯-65.76，其B1900.0坐标为赤經23h 9m 25.8s，赤緯-41° -65.76′ 50″。